# Обер, Огюстен
Огюстен Обер (23 января 1781, Марсель — 5 ноября 1857, там же) — французский художник.

## Биография
Родился в Марселе в образованной семье. Когда в городе открылся музей изящных искусств (1804), одним из первых директоров стал отец Обера. Однако, юноша увлёкся живописью ещё до этого, и начал посещать бесплатные занятия в местной Рисовальной школе в 1796 году. Когда в 1802 году директор Рисовальной школы уехал в Париж, Огюстен продолжил свое обучение у художника Пьера Пейрона. Закончив свое образование, он открыл свою мастерскую в Марселе, а в 1810 году стал директором Рисовальной школы, где когда-то учился сам.
В 1812 году Обер был избран членом Марсельской академии наук, искусств и литературы (такие провинциальные академии существовали в то время в нескольких городах Франции). Некоторые из его картин приобретал Марсельский музей. Помимо этого, Обер много работал по заказам частных лиц, а также занимался росписями церквей. Однако, главным образом Обер известен как педагог, воспитавший целое поколение художников-марсельцев, таких как Доменик Папети, Жан Жозеф Дасси, Жозеф Бом и Филипп Таннер. 
В 1844 году пожилой художник, зрение которого стало ухудшаться, вышел на пенсию с поста директора Рисовальной школы.  Он умер 5 ноября 1857 года в своем загородном доме в пригороде Марселя и был похоронен на местном кладбище. Наряду со своими учениками, Домеником Папети и Жаном Жозефом Дасси, Обер считался одним из наиболее выдающихся марсельских художников своего времени.

## Галерея

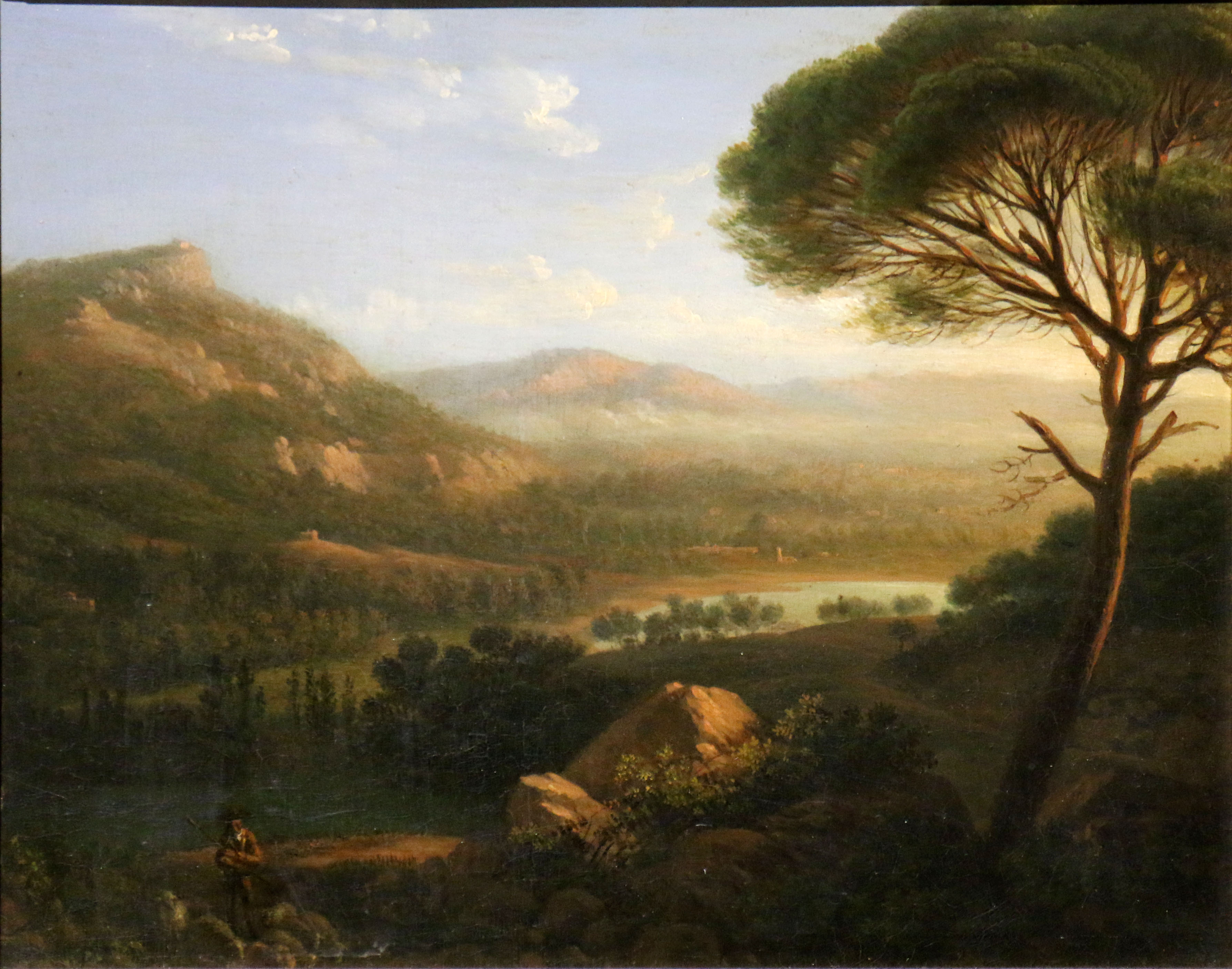
Пейзаж в окрестностях Марселя. Музей изобразительных искусств (Марсель).
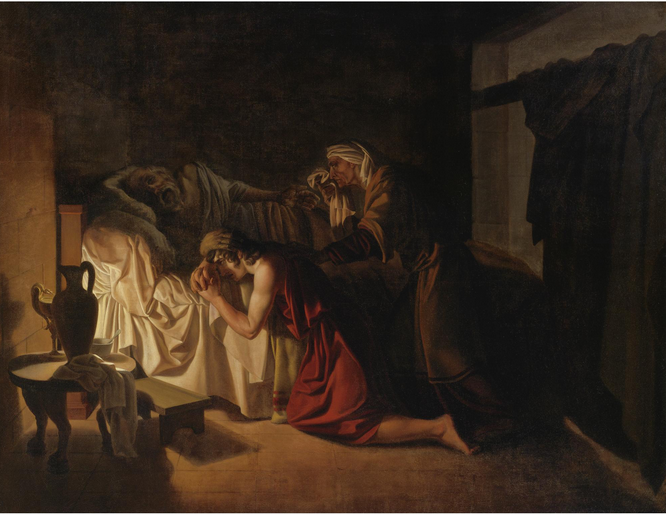
Смерть Сократа. Частное собрание.
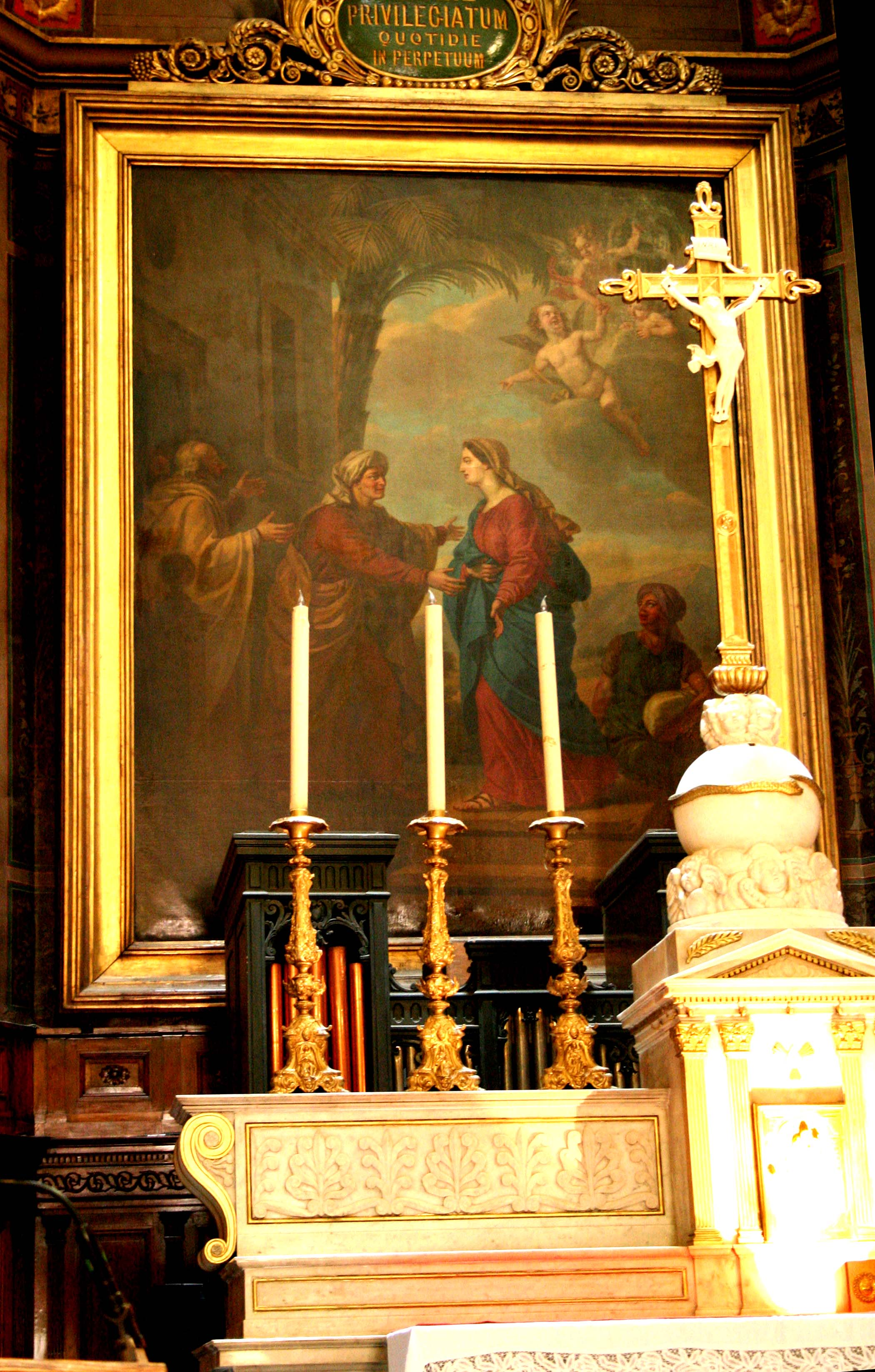
Встреча Марии и Елизаветы, образ в церкви Нотр-Дам-дю-Мон, Марсель.